# Droga wojewódzka nr 427
Droga wojewódzka nr 427 (DW427) – droga wojewódzka o długości 7 km, leżąca na obszarze województwa opolskiego. Trasa ta łączy drogę krajową numer 45 z Dzielnicą. Droga leży na terenie  powiatu kędzierzyńsko-kozielskiego.

## Miejscowości leżące przy trasie DW427
- Zakrzów
- Nieznaszyn
- Roszowice
- Dzielnica (DW422)